# I. e. 33. század
| Évezredek i.e. | 10. | 9. | 8. | 7. | 6. | 5. | 4. | 3. | 2. | 1. | Időszámítás kezdete | 1. | 2. | 3. | 4. | 5. | 6. | 7. | 8. | 9. | 10. | Évezredek i.sz. |

## Események
- A Nagada-kultúra Nagada III szakaszának kezdete.
- Urukban a IVb réteg kiterjedt építkezések és átalakítások nyomait őrzi.
- A núbiai A csoport késői szakaszának kezdete.
- Az első bizonyíthatóan sumer nyelvű írások megjelenése Uruk, Kis és Ur területén.

## Fontos személyek
- I. Skorpió
- Bika
- Hórnineith

## Művészetek
- Nagadában a palettaművészet fénykora